# Ovation
Pour les articles homonymes, voir Ovation (homonymie).
L'ovation (en latin : ovatio) ou petit triomphe (en grec ancien : πεζὸς θρίαμβος) était, dans la Rome antique,  une cérémonie d'honneurs qui était rendue à un général victorieux. De moindre importance que le triomphe, cette cérémonie n'en était pas moins solennelle.

## Étymologie
L'origine du mot est disputée, tant chez les anciens qu'à présent. La plupart des auteurs y voient la racine latine ovis désignant la brebis, animal sacrifié à la fin de cette cérémonie. Certains auteurs le font découler du mot grec "éuan", désignant un cri de joie, ou « du cri que poussent, en redoublant la lettre o, les soldats qui reviennent vainqueurs du combat ».

## Historique
L'ovation, décernée par le Sénat, était préférée au triomphe lorsque la guerre était de moindre importance, lorsque l'armée ennemie n'était pas complètement détruite, que les ennemis n'étaient pas dignes de la République - comme des pirates ou des esclaves soulevés - ou encore lorsque la victoire avait été remportée sans verser de sang. Elle pouvait également être accordée à un général ayant mené une campagne victorieuse dans une guerre pas encore terminée. Plutarque y voit plutôt une différenciation des honneurs faite par les anciens qui « avaient distingué ces deux triomphes, moins par la grandeur des actions que par la manière dont elles étaient faites (...) réservant l'ovation aux généraux qui, sans presque employer la force, et par le seul pouvoir de la persuasion, par le seul charme de l'éloquence, avaient heureusement terminé leurs entreprises. »
Cette cérémonie fut instituée l'an 503 av. J.-C. avec le consul Publius Postumius Tubertus pour une victoire qu'il remporta sur les Sabins et se prolongea tout au long de la république. Elle se raréfia avec les premiers empereurs pour tomber en désuétude. La dernière ovation connue est une cérémonie en l'honneur de Aulus Plautius vainqueur des Bretons sous l'empereur Claude.

## Déroulement
La teneur de la cérémonie de l'ovation, pacifique et civile, se différenciait de celle plus martiale du triomphe et se célébrait surtout par des chants de joie. Le général vainqueur, revêtu de la toge prétexte, se déplaçait à pied jusqu'au Capitole, ceint de l'ovalis corona, la couronne de myrte, l'arbrisseau de Vénus. Il était accompagné de joueurs de flûte, instrument de la paix, accompagné des chevaliers, de la plèbe, plus rarement des membres du Sénat et, de manière plus anecdotique, de ses troupes. Arrivé au Capitole, il sacrifiait des brebis plutôt que le taureau sacrifié lors du triomphe.

## Personnalités romaines ayant reçu l'ovation
Cette présentation n'est pas exhaustive
- Publius Postumius Tubertus, en 503 av. J.-C.,  fut, selon Pline l'Ancien[7], le premier à recevoir cet honneur pour ses succès sur les Sabins
- Caius Aquillius Tuscus, consul en -487, pour ses succès sur les Herniques
- Titus Veturius Geminus Cicurinus, en -462 pour ses succès contre les Èques
- Numerius Vibulanus Fabius, consul en -421, pour ses succès sur les Èques
- Le dictateur Appius Claudius Crassus Inregillensis (en), en -362, pour ses succès sur les Herniques
- Marcus Fabius Ambustus, en -360, pour ses succès sur les Herniques
- Caius Claudius Nero, en -207, pour son succès contre Hasdrubal en compagnie de Marcus Livius Salinator qui reçoit les honneurs du triomphe.
- Lucius Manlius Acidinus Fulvianus, en -188 pour son succès sur les Celtibères en Espagne, fut consul en -179.
- Marcus Fulvius Nobilior, en -191, pour ses succès contre les Orétans
- Marcellus, en -210, pour sa victoire sur Hannibal et la prise de Syracuse. Le sénat, trompé par des calomnies, refusa de lui accorder le triomphe.
- Marcus Perperna, en -135 pour ses succès sur les esclaves de Sicile
- Crassus, à la suite de la troisième Guerre servile; il put porter la couronne de lauriers.
- Cicéron, en -50, de retour de son gouvernorat de Cilicie
- Publius Vatinius, en -46, pour son succès en Illyrie sur Marcus Octavius, partisan de Pompée
- Octave, après la bataille de Phillippes et la guerre de Sicile
- Nero Claudius Drusus, beau-fils d'Auguste, pour ses campagnes en Germanie
- Sous le règne d'Auguste, Tibère reçoit une ovation exceptionnelle qui lui permet de pénétrer à Rome en char, honneur qui n'avait encore été accordé à personne[8].
- L'empereur Caligula, le 31 août 40, après des campagnes contre les Bretons et les Germains [9] rentre à Rome avec les seuls honneurs de l'ovation, peu de temps avant sa mort.
- Aulus Plautius, en 47, reçoit la dernière ovation connue après sa campagne contre les Bretons. L'empereur Claude l'accompagne jusqu'au Capitole en lui tenant la main.

### Sources directes
- Plutarque, Vie de Marcellus, XXII
- Tite Live, Histoire romaine, XXVI, 21
- Aulu-Gelle, Nuits attiques,V, 6, 21

### Sources indirectes
- Daremberg et Saglio, Dictionnaire des Antiquités grecques et romaines